# HD166953
HD166953 — хімічно пекулярна зоря спектрального класу
A0 й має видиму зоряну величину в смузі V приблизно  7,6.

## Пекулярний хімічний склад
Зоряна атмосфера HD166953 має підвищений вміст 
Si
.